# Островец-Свентокшиский
Острове́ц-Свентокши́ски (пол. Ostrowiec Świętokrzyski) — город в Польше, входит в Свентокшиское воеводство, Островецкий повят. Имеет статус городской гмины. Занимает площадь 46,43 км². Население — 74 211 человек (на 2006  год).

## История
Первые упоминания о поселении на месте Островец-Свентокшиски относятся к XIV веку. В 1624 поселение получило статус города. В 1826 году здесь открылся первый сахарный завод в Польше. В 1919 году отнесён к повяту. В ходе административной реформы 1975 года Островец-Свентокшиски утратил статус города и стал частью Островецкого повята.
- Островецкая республика

## Города-побратимы
Городами-побратимами Островец-Свентокшиского являются:
- Белая Церковь, Украина
- Женвилье, Франция
- Северный Линкольншир, Великобритания
- Пинето, Италия
- Бекабад, Узбекистан

## Выдающиеся уроженцы
- Циховский Казимир (1887—1937) — польский коммунист, председатель ЦИК Литовско-Белорусской ССР, участник Гражданской войны в Испании.
- Давид Бейгельман (1887—1944/45) — музыкант.
- Мирослав Бака (р. 1963) — актёр.
- Мариуш Йоп (р. 1978) — футболист, защитник.
- Андрей Кобылянский (р. 1970) — футболист.
- Мира Кубасинска (1944—2005) — блюзовая исполнительница.
- Камиль Косовский (р. 1977) — футболист.
- Лех Маевский (р. 1952) — командир польской военной авиации.
- Збигнев Пацелт (р. 1951) — политик, спортсмен, почётный гражданин города.
- Яцек Подсядло (р. 1964) — поэт, публицист, переводчик.

## Галерея

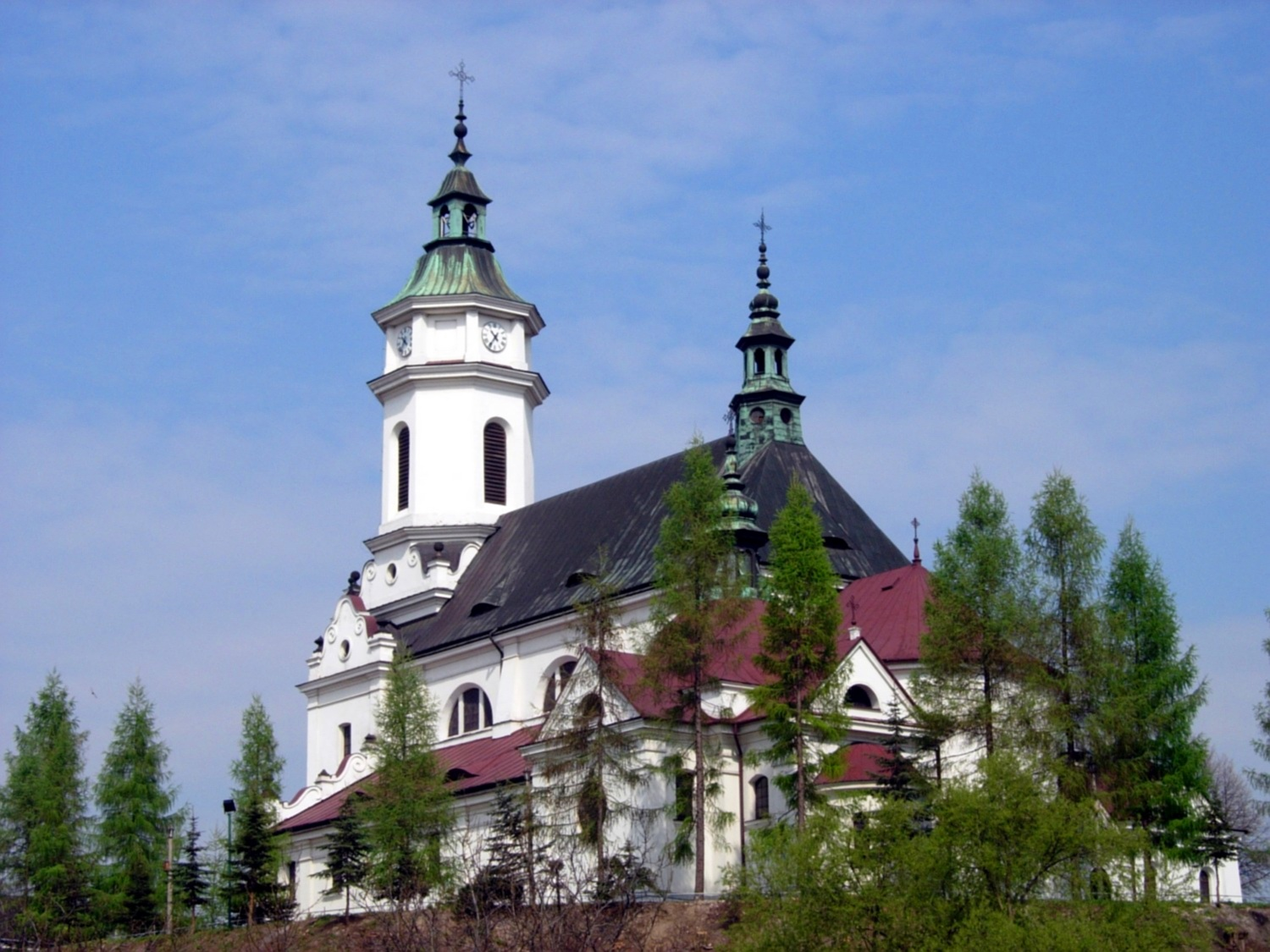
Костёл
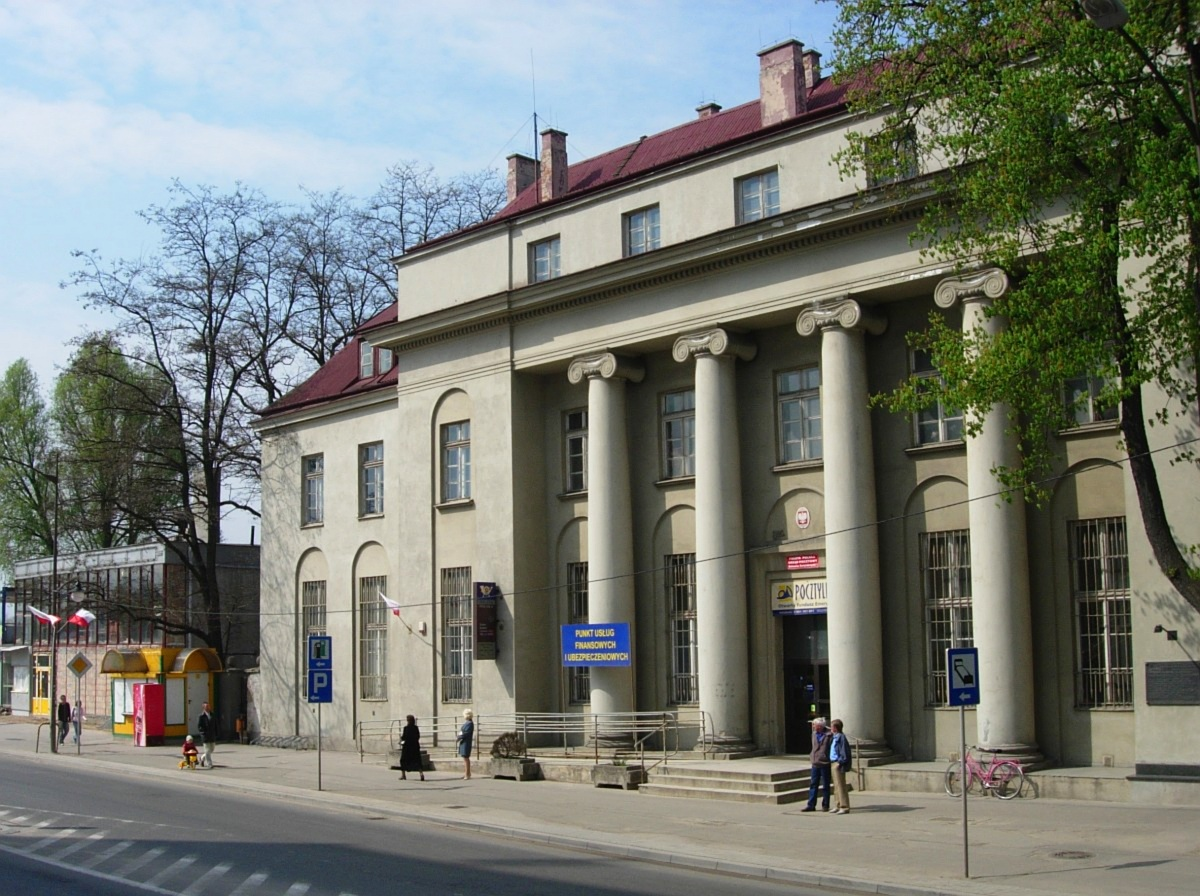
Почтовое отделение
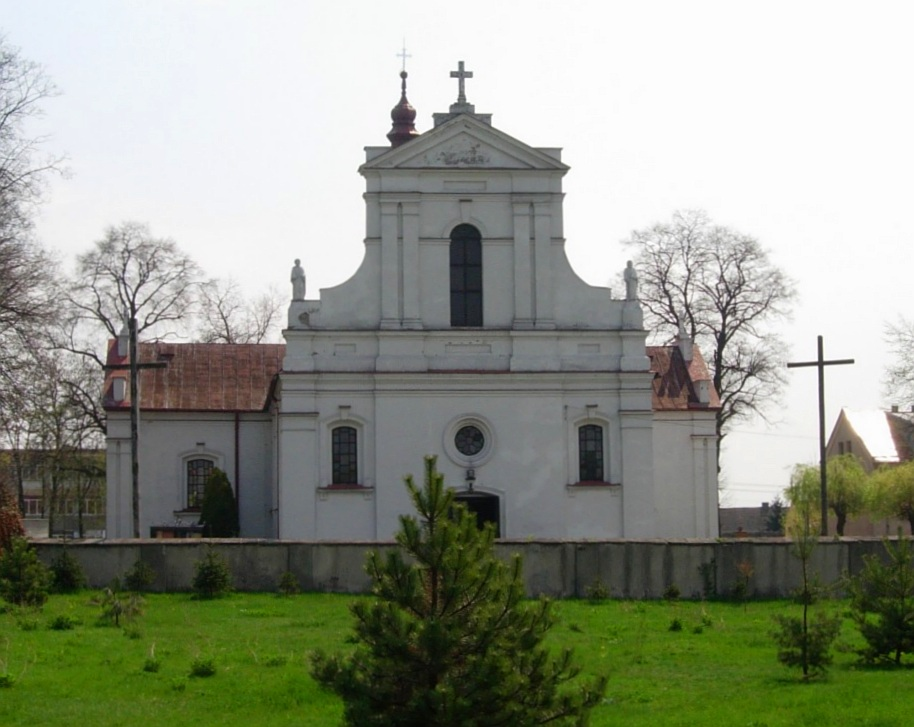
Костёл
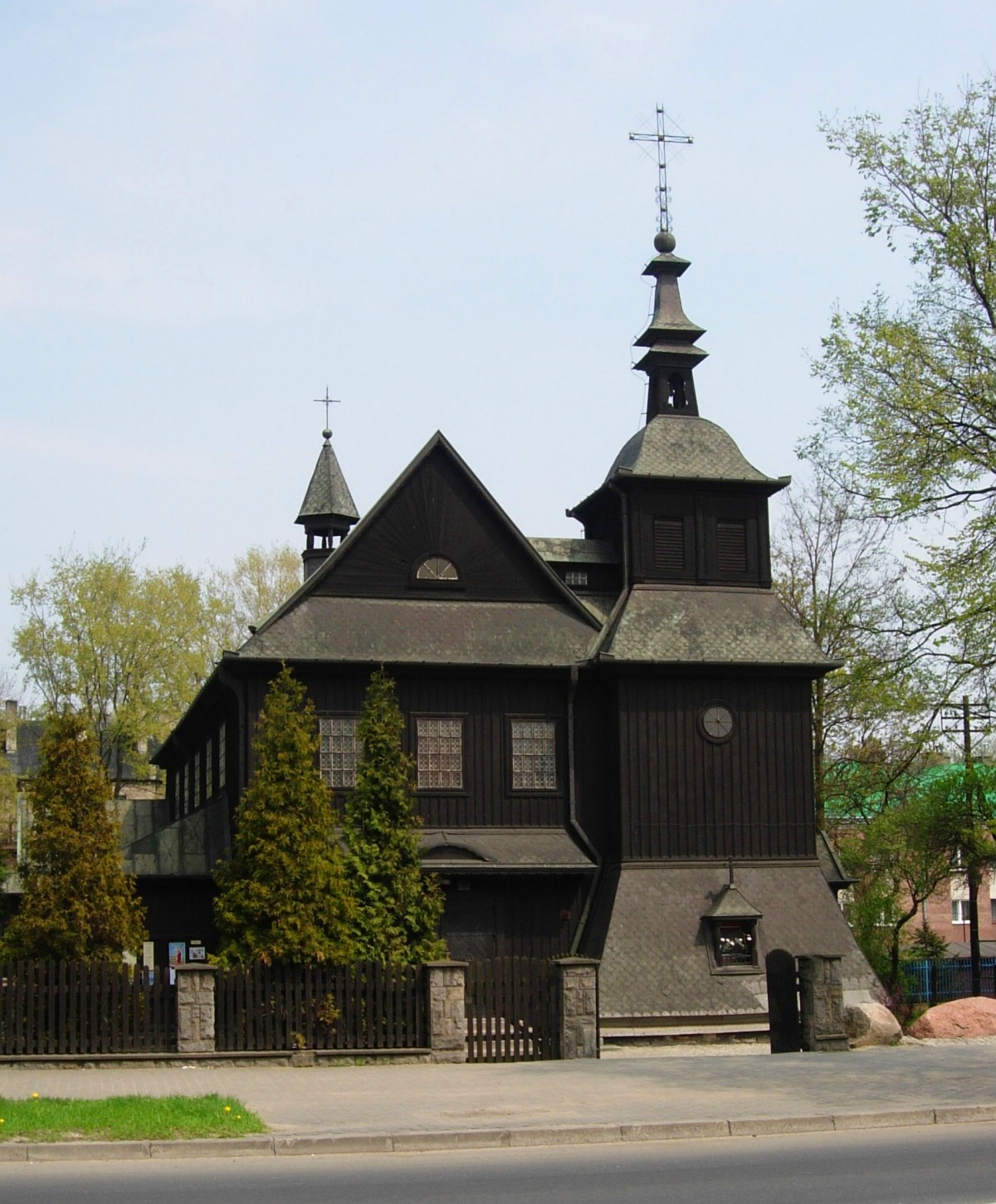
Костёл
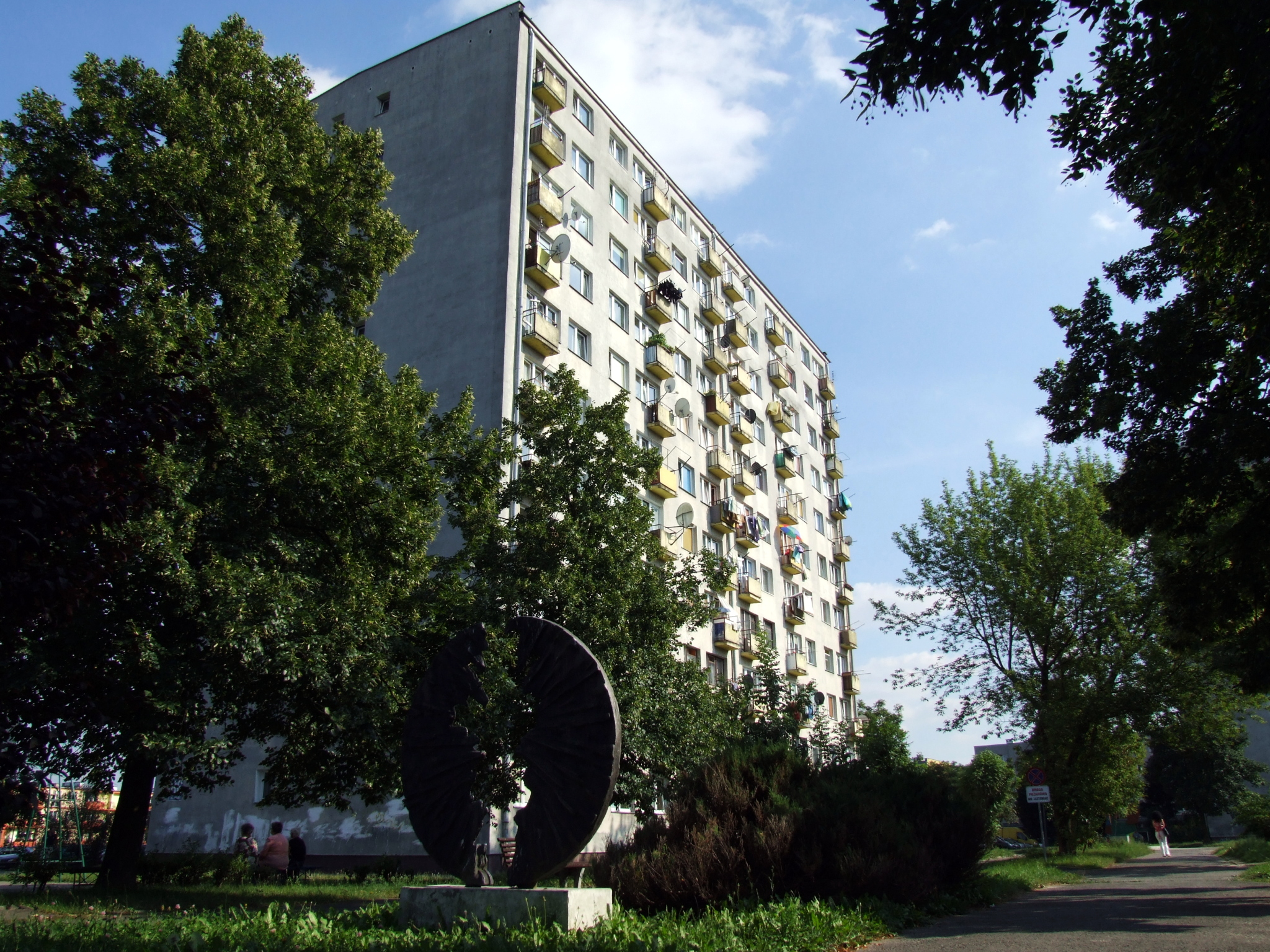
Башня блок
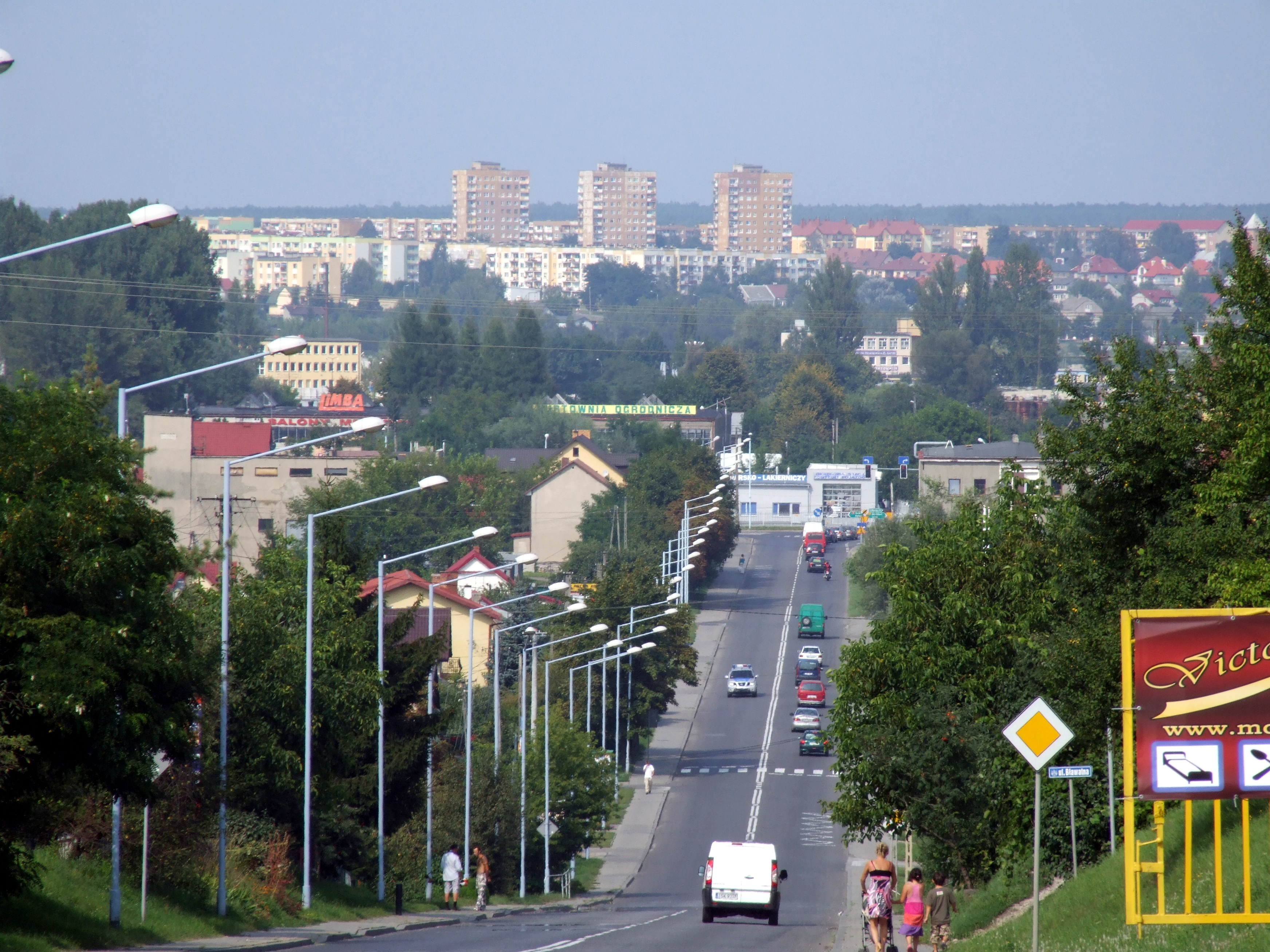
Панорама
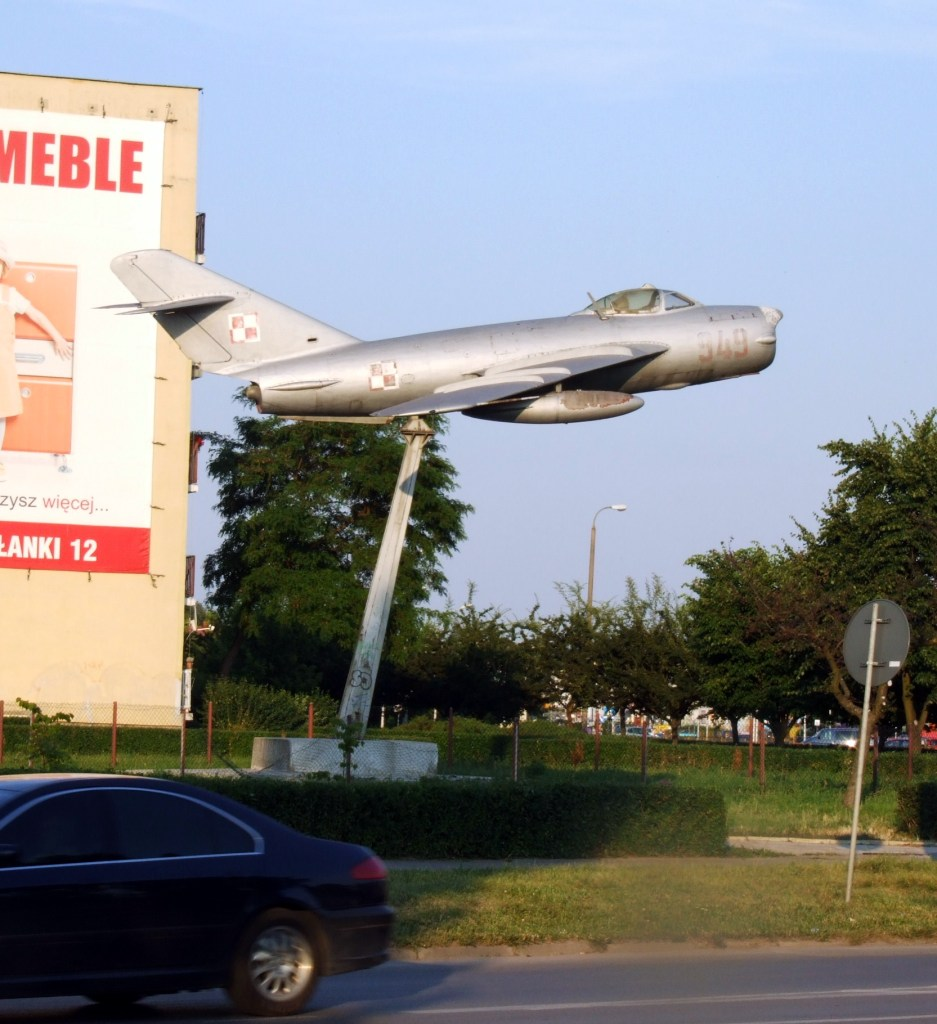
МиГ-17PF
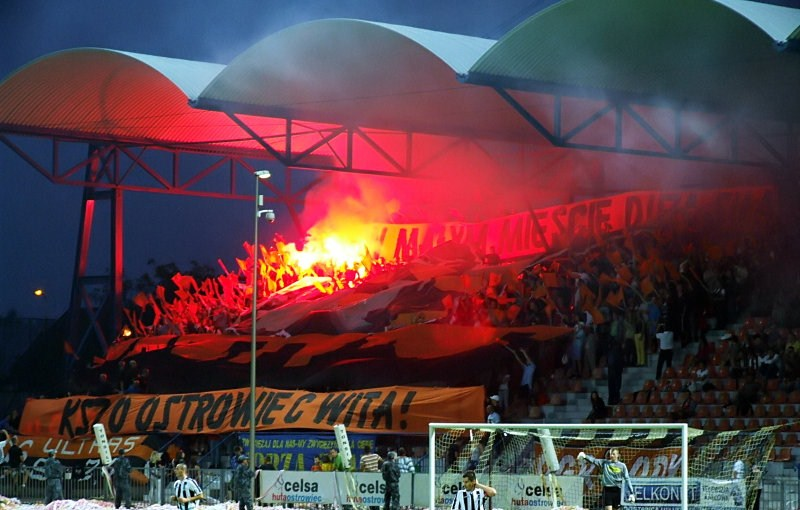
Ультрас КСЗО Островец-Свентокшиски